# Cumbala (Cuoro)
Cumbala é uma vila da comuna rural de Cuoro, na circunscrição de Sicasso, na região de Sicasso no sul do Mali.

## História
Em 1866, o fama Molocunanfá Traoré (r. 1862–1866) dirigiu-se a Cumbala, onde quis remover o rebanho local, mas recebeu o tiro de fuzil de um pastor, que feriu-o mortalmente. Como seu corpo estava se decompondo muito rápido, foi decidido que seria sepultado em Clela, onde há seu túmulo.